# Likets hemligheter
Likets hemligheter (engelska: The Body Next Door) är en brittisk dokumentärserie som hade premiär på Sky Documentaries den 11 augusti 2024. Serien, som består av tre avsnitt, hade premiär på TV4 Play den 11 mars 2025.

## Handling
Serien utspelar sig i den lilla byn Beddau i Wales. Hösten 2015 får byborna en chock när en död kropp hittas på en bakgård. Den dödes identitet är länge ett mysterium och de förskräckta invånarna tror att en mördare går lös i trakten.